# Swisslog Healthcare
Die Swisslog Healthcare AG ist ein international tätiges Unternehmen mit Hauptsitz in der Schweiz, das Produkte und Dienstleistungen für die Automatisierung der Intralogistik von Gesundheitseinrichtungen, hauptsächlich in Krankenhäusern sowie Lösungen zur automatisierten Kommissionierung, Umverpackung, Vereinzelung und Lagerung von Medikamenten in Zentralapotheken anbietet. Sie ist eine Tochtergesellschaft des deutschen Robotik- und Automatisierungsspezialisten Kuka. Die Swisslog Healthcare AG wurde von der Swisslog AG abgespalten.

## Geschäftsmodell
Die Swisslog Healthcare ist eine Division des Kuka-Konzerns. Sie ist auf die Automatisierung von Transportprozessen und Medikamentenmanagement in Krankenhäusern, Apotheken und Pflegeheimen spezialisiert. Zum Angebot gehören die Rohrpostsysteme TranspoNet und TransLogic für den Proben- und Medikamententransport in Krankenhäusern, ein autonomer Transportroboter für Krankenhäuser und Pflegeeinrichtungen (Relay), sowie als Beratungsleistungen die Modernisierung bestehender Rohrpostanlagen und die Planung neuer Transportsysteme für Krankenhäuser. Für Zentral- und Einzelhandelsapotheken bietet das Unternehmen verschiedene Roboter und Automaten zur Kommissionierung, das heisst Lagerhaltung und Ausgabe von Arzneimitteln, an (s. a. Kommissionierautomat). Für Krankenhäuser und Pflegeeinrichtungen gibt es vollautomatisierte Systeme zur patientenindividuellen Ausgabe der Patiententherapie (TheraPick und PillPick), wodurch Medikationsfehler durch eine falsche Medikamentenausgabe reduziert werden sollen. Ausserdem bietet Swisslog Healthcare zwei Software-Produkte an, eines für das Apotheken-Management (Pharmacy Manager), das andere zur Steuerung und Überwachung der Transportprozesse in Gesundheitseinrichtungen (Delivery Manager). Das Unternehmen präsentiert sich dabei als Anbieter integrierter Lösungen zur Zentralisierung und Automatisierung von Lager- und Transportprozessen im Gesundheitswesen.

## Standorte
Swisslog Healthcare hat seinen Hauptsitz in Buchs im Kanton Aargau. Daneben unterhält es fünf sogenannte Technologiezentren in Westerstede (Deutschland), Cuneo, Maranello (beide Italien), Denver (USA) und Songjiang (Shanghai, China), sowie global über 20 Niederlassungen.